# Felix Barth

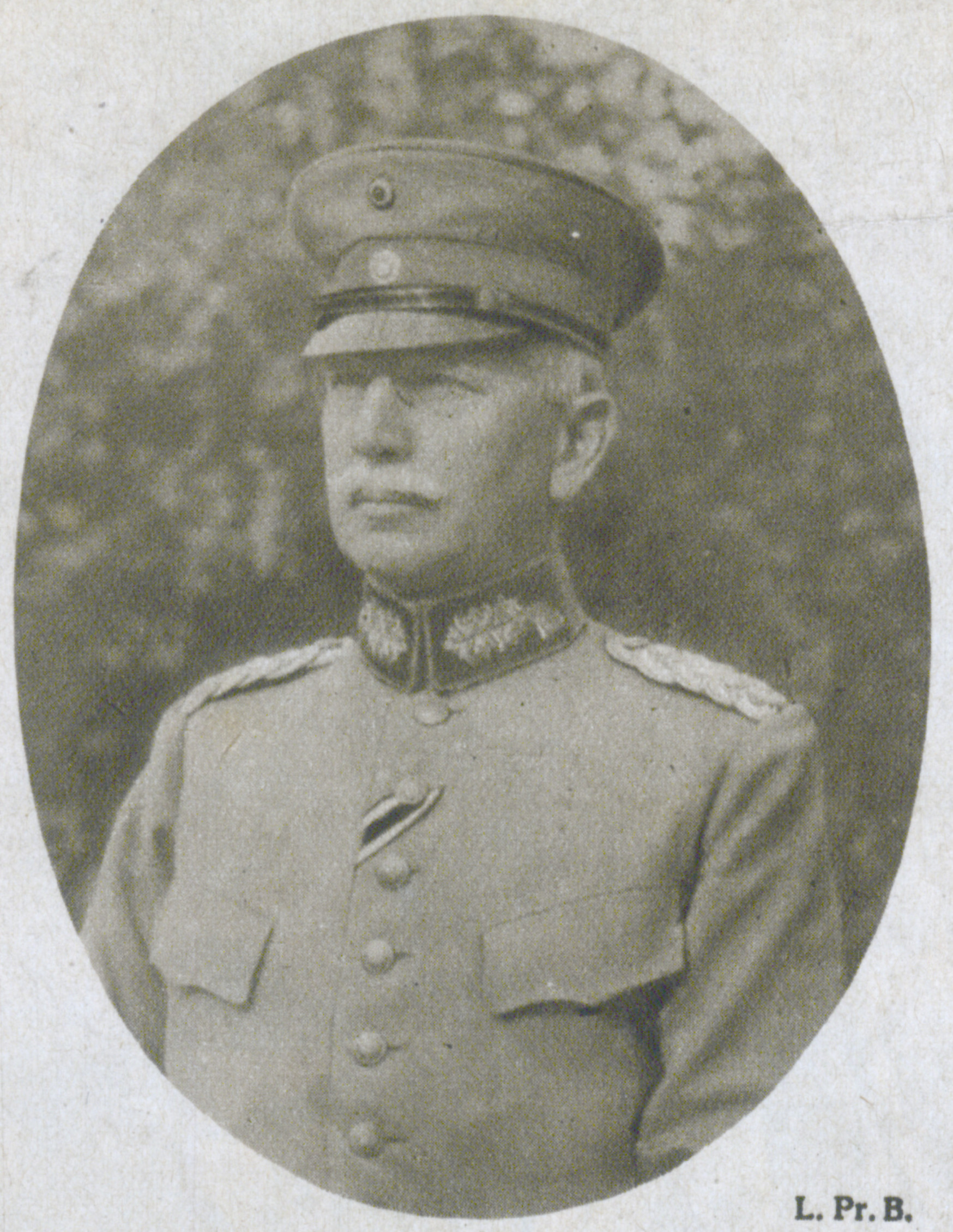
Felix Barth, um 1915

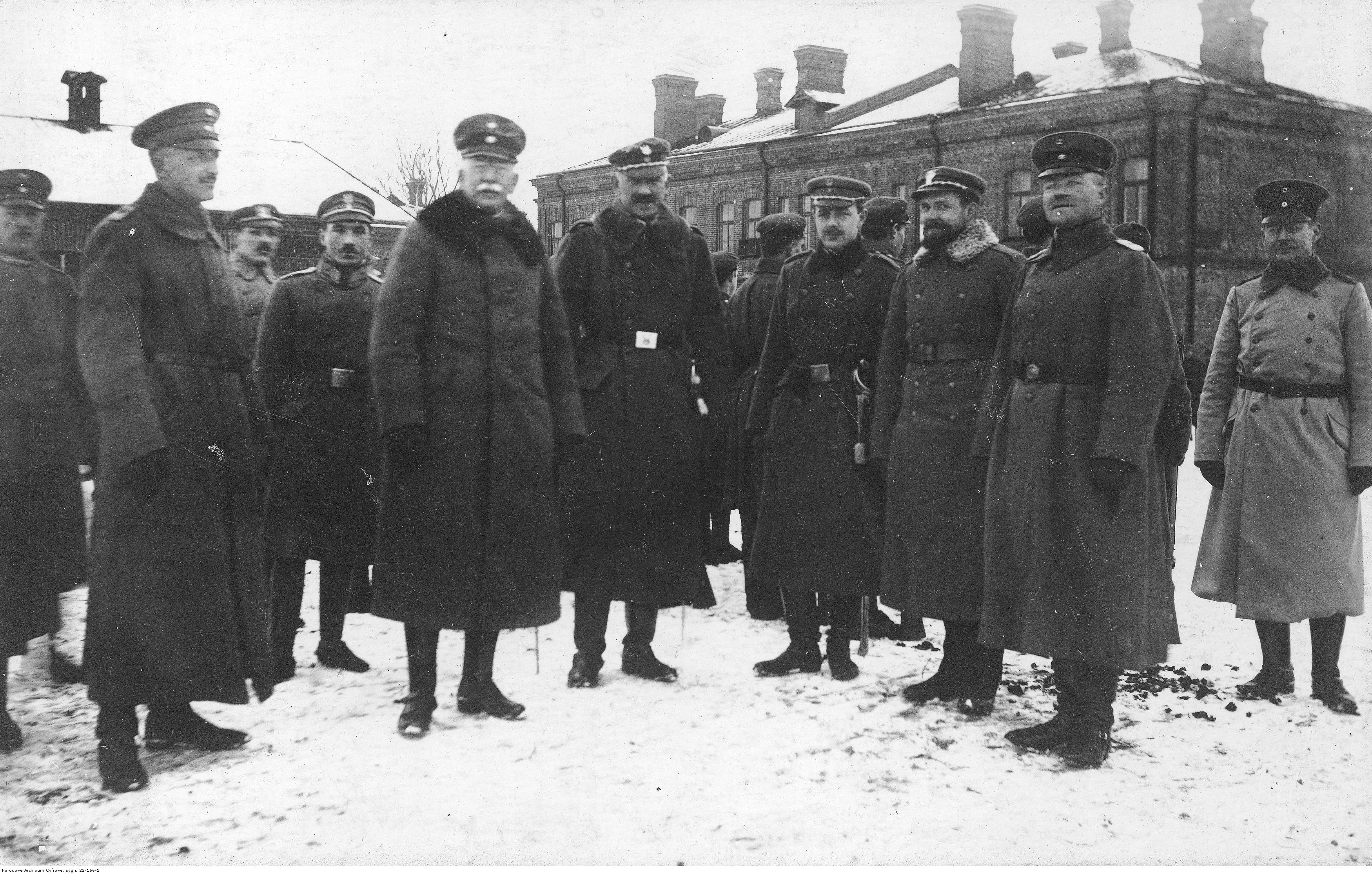
General Felix von Barth und Oberst Stanisław Szeptycki am 13. Januar 1917 in Zambrów

Felix Barth (* 21. Oktober 1851 in Lichtenwalde bei Chemnitz; † 22. September 1931 in Dresden) war ein sächsischer General der Infanterie. 

## Leben
Barth war der Sohn eines Regierungsrates. Er bestand sein Abitur 1870 an der Thomasschule zu Leipzig.
Danach trat er in die Sächsische Armee ein und wurde Fahnenjunker im 4. Feldartillerie-Regiment Nr. 48. Er kämpfte mit dem 8. Infanterie-Regiment Nr. 107 im Deutsch-Französischen Krieg von 1870 bis 1871. Er wurde dann befördert zum Sekondeleutnant (1872), Premierleutnant (1878), Hauptmann (1886), Major (1891), Oberstleutnant (1896) und Oberst (1899). Barth wurde 1903 Generalmajor und 1907 Generalleutnant. Während seiner Dienstzeit war er Regimentsadjutant beim 8. Infanterie-Regiment Nr. 107 und beim 9. Infanterie-Regiment Nr. 133. Außerdem war er Adjutant bei der 3. Infanterie-Brigade Nr. 48 in Leipzig. Es folgte die Kommandierung zum Generalstab des XII. (I. Königlich Sächsisches) Armee-Korps, der 1. Division Nr. 23 und der 2. Division Nr. 24. Er wurde 1899 selbst Chef des Generalstabes des XII. (I. Königlich Sächsisches) Armee-Korps. 1902/03 war er Chef des Generalstabes der Armee in Dresden. Sein Nachfolger wurde Generalmajor Georg von Wagner. Von 1907 bis 1908 war Barth Kommandeur der 4. Division Nr. 40 in Chemnitz. Am 23. Oktober 1908 wurde er zur Disposition gestellt.
Während des Ersten Weltkriegs wurde Barth reaktiviert und war 1915 für die deutsche Militärverwaltung Ober Ost als Militärgouverneur in Łódź tätig. Barth baute ab 1917 unter Generaloberst Hans von Beseler die Polnische Wehrmacht in Warschau auf und wirkte positiv auf Ausbildung und Ausrüstung. Im Jahr 1918 wurde er vom polnischen General Henryk Minkiewicz abgelöst und kehrte nach Deutschland zurück, wo er erneut Divisionskommandeur wurde.

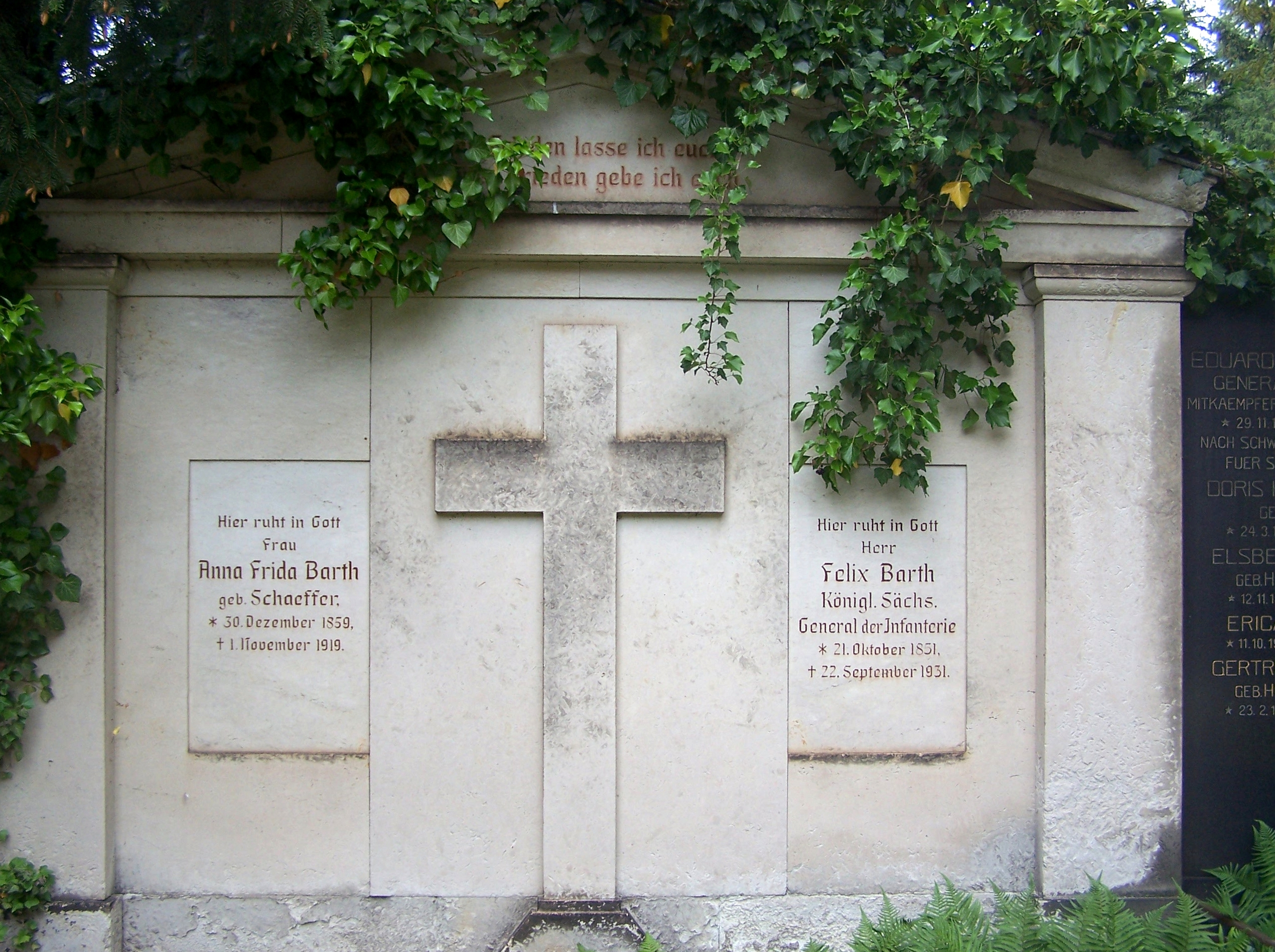
Grab von Felix Barth auf dem Nordfriedhof in Dresden

Er war Mitglied des Vereins für Erdkunde zu Dresden. Barth, der mit Anna Frida Barth (1859–1919), geborene Schaeffer, verheiratet war, starb 1931 in Dresden und wurde auf dem Nordfriedhof bestattet.

## Auszeichnungen
- Großkreuz des Albrechts-Ordens mit silbernem Stern
- Komturkreuz des Kaiserlich-Österreichischen Franz-Joseph-Ordens
- Goldenes Tatzenkreuz nach 25-jähriger tadelloser Dienstzeit